# 🇨🇬
🇨🇬 is een Unicode vlagsequentie emoji die gebruikt wordt als regionale indicator voor Congo-Brazzaville. De meest gebruikelijke weergave is die van de vlag van Congo-Brazzaville, maar op sommige platforms (waaronder Microsoft Windows) ziet men de letters CG.
De vlagsequentie is opgebouwd uit de combinatie van de Regional Indicator Symbols 🇨 (U+1F1E8) en 🇬 (U+1F1EC), tezamen de ISO 3166-1 alpha-2 code CG voor Congo-Brazzaville vormend.
Deze emoji is in 2010 geïntroduceerd met de Unicode 6.0-standaard.

## Gebruik

De landsvlag van Congo-Brazzaville

Deze emoji wordt gebruikt als regionale aanduiding van Congo-Brazzaville.

## Codering

De Emoji One-implementatie

### Unicode
In Unicode vindt men de 🇨🇬 met de codesequentie U+1F1E8 U+1F1EC (hex).

### Shortcode
Er zijn shortcodes  voor 🇨🇬; in Github kan deze opgeroepen worden met :congo_brazzaville:,  in Slack kan het karakter worden opgeroepen met de code :flag-cg:.